# Tournoi pré-olympique de l'UEFA 1986-1988, groupe B
Navigation
Groupe A Groupe C
Cet article donne les résultats des matches du groupe B du tournoi pré-olympique de l'UEFA 1986-1988.

## Classement
| Rang | Équipe             | Pts | J | G | N | P | Bp | Bc | Diff |  | Résultats (▼ dom., ► ext.) |     |     |     |     |     |
| ---- | ------------------ | --- | - | - | - | - | -- | -- | ---- |  | -------------------------- | --- | --- | --- | --- | --- |
| 1    | Italie             | 13  | 8 | 5 | 3 | 0 | 11 | 1  | +10  |  | Italie                     |     | 1-1 | 1-0 | 3-0 | 2-0 |
| 2    | Allemagne de l'Est | 11  | 8 | 4 | 3 | 1 | 12 | 5  | +7   |  | Allemagne de l'Est         | 0-0 |     | 3-0 | 4-2 | 3-0 |
| 3    | Portugal           | 8   | 8 | 2 | 4 | 2 | 4  | 6  | -2   |  | Portugal                   | 0-0 | 0-0 |     | 1-1 | 2-1 |
| 4    | Pays-Bas           | 5   | 8 | 1 | 3 | 4 | 6  | 12 | -6   |  | Pays-Bas                   | 0-1 | 0-1 | 0-0 |     | 1-0 |
| 5    | Islande            | 3   | 8 | 1 | 1 | 6 | 5  | 14 | -9   |  | Islande                    | 0-3 | 2-0 | 0-1 | 2-2 |     |

## Détail des rencontres
| 3 décembre 1986 | Pays-Bas | 0 - 1 | Allemagne de l'Est | Stadion Galgenwaard Utrecht, Pays-Bas           |                                                 |
| |          | (0 - 1) | Halata (en) 6e     | Spectateurs : 2 500 Arbitrage : Allan Gunn (en) | Spectateurs : 2 500 Arbitrage : Allan Gunn (en) |
| Menzo - Wijnberg (nl), Blind, Plomp (nl), Boessen - Boerebach (nl), Vanenburg, van Dijk (nl) - Roossien (nl) ( 69e Hoekman (nl)), van Loen, Lengkeek (nl) | Équipes  | Weißflog (en) - Peschke (en), Schößler (en) ( 60e Ksienzyk (en)), Reich (en), Lindner (en) - Mothes (en) ( 89e Pahlke (de)), Schulz, Halata (en), Backs (en) - Richter (en), Busse |                    | Spectateurs : 2 500 Arbitrage : Allan Gunn (en) | Spectateurs : 2 500 Arbitrage : Allan Gunn (en) |

| 18 février 1987 | Italie    | 1 - 0 | Portugal | Stade Via del Mare Lecce, Italie                |                                                 |
| | Galia 73e | (0 - 0) |          | Spectateurs : 22 000 Arbitrage : Zoran Petrović | Spectateurs : 22 000 Arbitrage : Zoran Petrović |
| | Rapport   | |          | Spectateurs : 22 000 Arbitrage : Zoran Petrović | Spectateurs : 22 000 Arbitrage : Zoran Petrović |
| Tacconi - Tassotti, De Agostini, Iachini, Brio, Cravero - Mauro, Galia, Magrin (it) - Virdis, Carnevale ( 89e Salsano) | Équipes   | Lúcio - Cerqueira, Miguel, Costeado ( 73e Carlos Parente) - António Carvalho , Oceano, Quinito, Valério, Juanico - Jorge Plácido ( 56e Roçadas), Jorge Silva |          | Spectateurs : 22 000 Arbitrage : Zoran Petrović | Spectateurs : 22 000 Arbitrage : Zoran Petrović |

| 25 février 1987 | Portugal      | 1 - 1 | Pays-Bas       | Estádio do Bessa Porto, Portugal            |                                             |
| | Cerqueira 17e | (1 - 1) | van Velzen 13e | Spectateurs : 5 000 Arbitrage : Alan Snoddy | Spectateurs : 5 000 Arbitrage : Alan Snoddy |
| Lúcio - Costeado , Cerqueira ( 33e António Carvalho), Valério, Miguel - Juanico, Oceano, Quinito ( 60e Roçadas), Adão - José Coelho, Jorge Silva | Équipes       | Menzo - Blind, Verkuijl (nl), Plomp (nl), de Wolf - van Dijk (nl), Winter ( 66e Boerebach (nl)), Lengkeek (nl), Suvrijn - van Velzen , Roossien (nl) |                | Spectateurs : 5 000 Arbitrage : Alan Snoddy | Spectateurs : 5 000 Arbitrage : Alan Snoddy |

| 25 mars 1987 | Allemagne de l'Est | 0 - 0 | Italie | Ernst-Grube-Stadion Magdebourg, Allemagne de l'Est |                                            |
| |                    | (0 - 0) |        | Spectateurs : 9 000 Arbitrage : David Syme         | Spectateurs : 9 000 Arbitrage : David Syme |
| Weißflog (en) - Lindner (en), Schmidt (en), Reich (en) - Wittke (en), Busse ( 84e Bredow (en)), Mothes (en), Halata (en), Backs (en) - Richter (en) ( 46e Wuckel (en)), Pastor | Équipes            | Tacconi - Bruno, Cravero, Brio, De Agostini - Iachini, Magrin (it), Ancelotti, Romano - Carnevale ( 79e Alessio), Virdis |        | Spectateurs : 9 000 Arbitrage : David Syme         | Spectateurs : 9 000 Arbitrage : David Syme |

| 15 avril 1987 | Italie                    | 2 - 0 | Islande | Stade Adriatico Pescara, Italie                      |                                                      |
| | Virdis 41e · Tassotti 87e | (1 - 0) |         | Spectateurs : 11 543 Arbitrage : Victor Mintoff (hu) | Spectateurs : 11 543 Arbitrage : Victor Mintoff (hu) |
| | Rapport                   | |         | Spectateurs : 11 543 Arbitrage : Victor Mintoff (hu) | Spectateurs : 11 543 Arbitrage : Victor Mintoff (hu) |
| Tacconi - Tassotti, De Agostini, Iachini, Brio - Mauro ( 79e Salsano), Ancelotti, Romano, Pellegrini - Carnevale, Virdis | Équipes                   | Friðriksson - Bergsson, Jónsson (en), Ólafsson ( 31e Þorsteinsson (en)) - Þórðarson, Eiðsson, Þorkelsson, Arnþórsson (en), Áskelsson ( 81e Guðmundsson) - Steinsson (en), Torfason |         | Spectateurs : 11 543 Arbitrage : Victor Mintoff (hu) | Spectateurs : 11 543 Arbitrage : Victor Mintoff (hu) |

| 29 avril 1987 | Portugal | 0 - 0 | Allemagne de l'Est | Estádio do Fontelo (en) Viseu, Portugal                |                                                        |
| |          | (0 - 0) |                    | Spectateurs : 6 000 Arbitrage : Emilio Soriano Aladrén | Spectateurs : 6 000 Arbitrage : Emilio Soriano Aladrén |
| Lúcio - Costeado, Miguel, Valério, Cerqueira - Oceano, Jaime Mercês, Quinito ( 62e Juanico), Quim - Jorge Silva ( 68e José Coelho), Jorge Plácido | Équipes  | Weißflog (en) - Cebulla (de), Schmidt (en), Reich (en) - Wittke (en), Mothes (en), Halata (en), Bredow (en), Backs (en) - Pastor, Doll ( 60e Richter (en)) |                    | Spectateurs : 6 000 Arbitrage : Emilio Soriano Aladrén | Spectateurs : 6 000 Arbitrage : Emilio Soriano Aladrén |

| 26 mai 1987 | Islande                        | 2 - 2 | Pays-Bas                    | Laugardalsvöllur Reykjavik, Islande          |                                              |
| | Torfason 33e (pen.) 50e (pen.) | (1 - 1) | Koolhof (en) 13e · Been 53e | Spectateurs : 1 228 Arbitrage : Patrick Daly | Spectateurs : 1 228 Arbitrage : Patrick Daly |
| | Rapport                        | |                             | Spectateurs : 1 228 Arbitrage : Patrick Daly | Spectateurs : 1 228 Arbitrage : Patrick Daly |
| Friðriksson - Bergsson, Jónsson (en), Þorsteinsson (en), Valsson - Guðmundsson, Þorkelsson, Eiðsson, Arnþórsson (en) - Steinsson (en) ( Birgisson (en)), Torfason | Équipes                        | Menzo - Boessen, Troost ( 46e Keur (en)), Plomp (nl), Verkuijl (nl) - van Dijk (nl), Willems, Vanenburg, Been - Meijer, Koolhof (en) |                             | Spectateurs : 1 228 Arbitrage : Patrick Daly | Spectateurs : 1 228 Arbitrage : Patrick Daly |

| 2 septembre 1987 | Islande                      | 2 - 0 | Allemagne de l'Est | Laugardalsvöllur Reykjavik, Islande         |                                             |
| | Torfason 51e · Þórðarson 80e | (0 - 0) |                    | Spectateurs : 1 321 Arbitrage : Howard King | Spectateurs : 1 321 Arbitrage : Howard King |
| | Rapport                      | |                    | Spectateurs : 1 321 Arbitrage : Howard King | Spectateurs : 1 321 Arbitrage : Howard King |
| Friðriksson - Bergsson, Þorsteinsson (en), Þorkelsson - Þórðarson, I. Guðmundsson, H. Guðjónsson (en), Arnþórsson (en), Áskelsson - Steinsson (en) ( Hákonarson), Torfason | Équipes                      | Weißflog (en) - Peschke (en), Schößler (en), Schulz, Bredow (en) - Halata (en), Mothes (en), Steinmann ( 73e Wittke (en)), Doll ( 57e Richter (en)) - Wuckel (en), Pastor |                    | Spectateurs : 1 321 Arbitrage : Howard King | Spectateurs : 1 321 Arbitrage : Howard King |

| 22 septembre 1987 | Allemagne de l'Est                                                             | 4 - 2 | Pays-Bas                    | Albert-Kuntz-Sportpark (de) Nordhausen, Allemagne de l'Est |                                                    |
| | Halata (en) 28e (pen.) · Richter (en) 45e · Wuckel (en) 46e · Peschke (en) 85e | (2 - 0) | Gillhaus 32e · Ellerman 44e | Spectateurs : 5 400 Arbitrage : Kurt Röthlisberger         | Spectateurs : 5 400 Arbitrage : Kurt Röthlisberger |
| | Rapport                                                                        | |                             | Spectateurs : 5 400 Arbitrage : Kurt Röthlisberger         | Spectateurs : 5 400 Arbitrage : Kurt Röthlisberger |
| Weißflog (en) - Schmidt (en), Schößler (en), Peschke (en) - Köller (en), Bredow (en), März (en) ( 58e Doll), Halata (en), Raab (en) - Wuckel (en), Richter (en) ( 90e Mothes (en)) | Équipes                                                                        | Menzo - van Eck (en), van Aerle, Plomp (nl), Verkuijl (nl) - Brood (en), Willems ( 77e Blättler (en)), Krüzen ( 59e van der Waart (nl)) - Ellerman, Meijer, Gillhaus |                             | Spectateurs : 5 400 Arbitrage : Kurt Röthlisberger         | Spectateurs : 5 400 Arbitrage : Kurt Röthlisberger |

| 7 octobre 1987 | Portugal                               | 2 - 1 | Islande            | Estádio Municipal Leiria Leiria, Portugal     |                                               |
| | José Coelho 22e · António Aparício 51e | (1 - 0) | Steinsson (en) 59e | Spectateurs : 2 000 Arbitrage : Yusuf Namoğlu | Spectateurs : 2 000 Arbitrage : Yusuf Namoğlu |
| | Rapport                                | |                    | Spectateurs : 2 000 Arbitrage : Yusuf Namoğlu | Spectateurs : 2 000 Arbitrage : Yusuf Namoğlu |
| Lúcio - Valério, Miguel, Jaime Mercês - Carlos Parente, Vermelhinho, Nascimento ( 46e Jorge Plácido), Crisanto, Adão - José Coelho ( 66e Quinito), António Aparício | Équipes                                | Friðriksson - Þorkelsson, Bergsson , Þorsteinsson (en) - Þórðarson, I. Guðmundsson ( Eiðsson), Valsson, Arnþórsson (en) ( H. Guðjónsson (en)), Áskelsson - Steinsson (en), Torfason |                    | Spectateurs : 2 000 Arbitrage : Yusuf Namoğlu | Spectateurs : 2 000 Arbitrage : Yusuf Namoğlu |

| 18 novembre 1987 | Italie      | 1 - 1 | Allemagne de l'Est | Stadium Flaminio Rome, Italie                          |                                                        |
| | Pacione 13e | (1 - 1) | Doll 7e            | Spectateurs : 10 000 Arbitrage : Marcel van Langenhove | Spectateurs : 10 000 Arbitrage : Marcel van Langenhove |
| Tacconi - Cravero, Tassotti, Brio, De Agostini - Ancelotti, Galia, Romano, Alessio - Pacione ( 80e Rizzitelli), Borgonovo | Équipes     | Weißflog (en) - Peschke (en), Schößler (en), Pahlke (de) ( 30e Schulz), Lindner (en) - Bredow (en), Radtke (de), Raab (en) - Halata (en), Richter (en), Doll ( 90e Machold (de)) |                    | Spectateurs : 10 000 Arbitrage : Marcel van Langenhove | Spectateurs : 10 000 Arbitrage : Marcel van Langenhove |

| 24 février 1988 | Portugal | 0 - 0 | Italie | Stade national du Jamor Oeiras, Portugal             |                                                      |
| |          | (0 - 0) |        | Spectateurs : 25 000 Arbitrage : Manfred Neuner (de) | Spectateurs : 25 000 Arbitrage : Manfred Neuner (de) |
| | Rapport  | |        | Spectateurs : 25 000 Arbitrage : Manfred Neuner (de) | Spectateurs : 25 000 Arbitrage : Manfred Neuner (de) |
| Silvino - Costeado, Valério, Miguel, Fernando Mendes ( 31e António Carvalho) - Carlos Parente ( 74e Gilberto), Nascimento, Oceano, Pacheco, Rui Barros - Rui Águas | Équipes  | Tacconi - Tassotti , De Agostini, Ancelotti , Galli, Cravero, Galia - Romano, Mauro - Carnevale, Virdis ( 74e Alessio) |        | Spectateurs : 25 000 Arbitrage : Manfred Neuner (de) | Spectateurs : 25 000 Arbitrage : Manfred Neuner (de) |

| 9 mars 1988 | Pays-Bas | 0 - 1 | Italie | Stadion Oosterpark (nl) Groningue, Pays-Bas |  |
| |          | (? - ?) | Virdis |                                             |  |
| van Ede (en) - Suvrijn ( 50e Bosz), van Loen, Blättler (en) ( 68e van der Waart (nl)), Boekweg (nl) - Plomp (nl), Roossien (nl), van der Wiel (nl) - van Dijk (nl), Verkuijl (nl), Verrips (nl) | Équipes  | Tacconi - De Agostini, Tassotti, Carnevale, Brio, Cravero, Galia, Galli - Mauro, Romano - Virdis ( 63e Pacione) |        |                                             |  |

| 29 mars 1988 | Pays-Bas | 0 - 0 | Portugal | Oosterenkstadion (nl) Zwolle, Pays-Bas     |                                            |
| |          | (0 - 0) |          | Spectateurs : 3 000 Arbitrage : Vadim Zhuk | Spectateurs : 3 000 Arbitrage : Vadim Zhuk |
| Snelders - Sturing (nl), Rutten , Monkou, Mulder - Suvrijn, Barendse (nl), Blättler (en) - Schmidt (nl), Boere, Krommendijk (nl) ( 59e Booy) | Équipes  | Alfredo - Dimas ( 46e Skoda), Miguel, Valério, Hernâni - António Carvalho, Teixeira, Crisanto, Quinito, Rui Barros - Brito ( 71e Chico Faria) |          | Spectateurs : 3 000 Arbitrage : Vadim Zhuk | Spectateurs : 3 000 Arbitrage : Vadim Zhuk |

| 13 avril 1988 | Italie                            | 3 - 0 | Pays-Bas | Stadio Silvio Appiani (en) Padoue, Italie |  |
| | Carnevale · Virdis 12e (pen.) 80e | (1- 0) |          |                                           |  |
| | Rapport                           | |          |                                           |  |
| Tacconi - Ancelotti, Carnevale ( 84e Salsano), Brio - Colombo, Cravero, Galia, Galli ( 68e Bruno), Mauro, Romano - Virdis | Équipes                           | van Ede (en) - de Wolf, Krüzen, Booy, Brood (en) - Eijkelkamp, Koevermans, Rutten, Schmidt (nl) ( 72e van der Waart (nl)) - Verkuijl (nl), Verrips (nl) ( 59e Snoei (nl)) |          |                                           |  |

| 13 avril 1988 | Allemagne de l'Est                                  | 3 - 0 | Portugal | Otto-Grotewohl-Stadion Aue, Allemagne de l'Est       |                                                      |
| | Lindner (en) 67e · Marschall 72e · Richter (en) 85e | (0 - 0) |          | Spectateurs : 6 700 Arbitrage : Jean-Francois Crucke | Spectateurs : 6 700 Arbitrage : Jean-Francois Crucke |
| Weißflog (en) - Peschke (en), Lindner (en), Radtke (de), Schuster - Halata (en), März (en), Raab (en), Sammer ( 67e Scholz) - Wuckel (en) ( 46e Marschall), Richter (en) | Équipes                                             | Alfredo - Miguel, Dimas, Valério, Crisanto - Teixeira, Skoda , Quinito, Hernâni ( 69e António Aparício) - Chico Faria, Rui Maside ( 46e Vermelhinho) |          | Spectateurs : 6 700 Arbitrage : Jean-Francois Crucke | Spectateurs : 6 700 Arbitrage : Jean-Francois Crucke |

| 27 avril 1988 | Pays-Bas       | 1 - 0 | Islande | De Vijverberg Doetinchem, Pays-Bas        |                                           |
| | Brood (en) 53e | (0 - 0) |         | Spectateurs : 573 Arbitrage : Alan Snoddy | Spectateurs : 573 Arbitrage : Alan Snoddy |
| | Rapport        | |         | Spectateurs : 573 Arbitrage : Alan Snoddy | Spectateurs : 573 Arbitrage : Alan Snoddy |
| Snelders - Troost, Verkuijl (nl), Rutten, de Wolf, Verrips (nl) - van der Waart (nl), Brood (en) - Keur (en), Krüzen, Eijkelkamp | Équipes        | Kristinsson - Þorsteinsson (en), Jónsson (en), Þorkelsson - Þórðarson, Guðmundsson, Örlygsson, Arnþórsson (en), Áskelsson - Steinsson (en) ( Kristinsson), Torfason |         | Spectateurs : 573 Arbitrage : Alan Snoddy | Spectateurs : 573 Arbitrage : Alan Snoddy |

| 30 avril 1988 | Allemagne de l'Est                               | 3 - 0 | Islande | Stadion der Jugend Bischofswerda, Allemagne de l'Est |                                                     |
| | Marschall 25e · Peschke (en) 74e · Raab (en) 88e | (1 - 0) |         | Spectateurs : 5 800 Arbitrage : Roger Philippi (nl)  | Spectateurs : 5 800 Arbitrage : Roger Philippi (nl) |
| Weißflog (en) - Peschke (en), Radtke (de), Lindner (en) - Köller (en) , Halata (en) , Schulz , Sammer ( 46e Doll), Raab (en) - Marschall, Richter (en) ( 81e Scholz) | Équipes                                          | Kristinsson - Jónsson (en), Þorkelsson , Þorsteinsson (en) - Þ. Örlygsson, Arnþórsson (en), Kristinsson , I. Guðmundsson, Þórðarson ( 80e O. Örlygsson (en)), Áskelsson ( 14e H. Guðjónsson (en)) - Steinsson (en) |         | Spectateurs : 5 800 Arbitrage : Roger Philippi (nl)  | Spectateurs : 5 800 Arbitrage : Roger Philippi (nl) |

| 24 mai 1988 | Islande | 0 - 1 | Portugal        | Laugardalsvöllur Reykjavik, Islande             |                                                 |
| |         | (0 - 0) | Chico Faria 88e | Spectateurs : 1 564 Arbitrage : Peter Mikkelsen | Spectateurs : 1 564 Arbitrage : Peter Mikkelsen |
| | Rapport | |                 | Spectateurs : 1 564 Arbitrage : Peter Mikkelsen | Spectateurs : 1 564 Arbitrage : Peter Mikkelsen |
| Friðriksson - Jónsson (en), Þorsteinsson (en), Þorkelsson, Þórðarson, Guðmundsson, Örlygsson, Áskelsson, Arnþórsson (en), Steinsson (en) ( 74e Kristinsson ), Torfason | Équipes | Alfredo - Vermelhinho, José Garrido , Miguel, Paulo Monteiro ( 35e António Aparício) - David Silva, Dimas, António Carvalho ( 46e Domingos), Teixeira, Crisanto - Chico Faria |                 | Spectateurs : 1 564 Arbitrage : Peter Mikkelsen | Spectateurs : 1 564 Arbitrage : Peter Mikkelsen |

| 29 mai 1988 | Islande | 0 - 3 | Italie                                 | Laugardalsvöllur Reykjavik, Islande               |                                                   |
| |         | (0 - 2) | Romano 35e · Virdis ?? · Carnevale 25e | Spectateurs : 2 537 Arbitrage : Keith Cooper (en) | Spectateurs : 2 537 Arbitrage : Keith Cooper (en) |
| | Rapport | |                                        | Spectateurs : 2 537 Arbitrage : Keith Cooper (en) | Spectateurs : 2 537 Arbitrage : Keith Cooper (en) |
| Friðriksson - Guðjónsson, Jónsson (en), Örlygsson, Þórðarson - Guðmundsson, Valsson, Arnþórsson (en), Áskelsson - Steinsson (en) ( 75e Jónsson), Torfason | Équipes | Tacconi - De Agostini, Brio, Cravero, Tassotti - Ancelotti ( 81e Desideri), Colombo, Mauro, Romano - Carnevale, Virdis |                                        | Spectateurs : 2 537 Arbitrage : Keith Cooper (en) | Spectateurs : 2 537 Arbitrage : Keith Cooper (en) |